# Гора «Красна»
Гора́ «Кра́сна» — лісове заповідне урочище місцевого значення в Україні. Розташоване в межах Дубенського району Рівненської області, біля села Дружба..
Площа 4,5 га. Заснований рішенням облвиконкому № 98 від 18.06.1991 року. Перебуває у віданні ДП СЛАП «Радивилівський держспецлісгосп» (кв. 96, вид. 1, 2). 
Статус надано для збереження місць зростання рідкісних рослин. Геологічна будова території урочища типова для Гологоро-Кременецького нагір'я Подільської височини — це вапняковий останець неогенового віку, перекритий малопотужними четвертинними лесоподібними суглинками. Вершина гори має відмітку 335 м. Пагорб у 1972-73 рр. заліснений переважно сосною та ялиною. Із чагарників тут ростуть терен колючий, жостір проносний, калина, свидина кров'яна. Трав'яний покрив різноманітний, переважають куничник наземний, мітлиця тонка, суниці лісові, перестріч польовий, молочай кипарисоподібний, парило звичайне, деревій звичайний, чебрець вапняковий, рідше — рутвиця звивиста, шавлія кільчаста, суниці зелені, роман напівфарбувальний. Трапляються й рідкісні рослини: коручка чемерникоподібна та коручка темно-червона, булатка червона, занесені до Червоної книги України, а також дуже рідкісний вид — гакелія пониклоплода. 
У роки Другої світової війни тут проходила лінія оборони, тому на горі багато окопів та бліндажів. Місцеві жителі розповідають легенди та перекази про козака Мамая, який тут загубив шапку.